# Jan I (patriarcha Antiochii)
Jan I – 30. patriarcha Antiochii; sprawował urząd w latach 428–442.